# TriStar Television
TriStar Television, Inc. (prima scritta Tri-Star) è stata una società di produzione televisiva statunitense e divisione della Sony Pictures Television del gruppo Sony Pictures Entertainment. TriStar Television è stata lanciata nel 1986 da TriStar Pictures, allora una joint venture tra Columbia Pictures, CBS e HBO, ma adesso interamente di proprietà di Sony Pictures Entertainment, la società madre anche della Columbia e della TriStar. Lo studio televisivo è stato rilanciato due volte ed è attualmente un'etichetta speciale di Sony Pictures Television. L'entità era originariamente una consociata della Columbia Pictures Television, che è stata chiusa nel 2001.

## Storia
Fu fondata quando la Tri-Star Pictures unì le forze con Stephen J. Cannell Productions e Witt/Thomas/Harris Productions creando una società di distribuzione televisiva chiamata TeleVentures. Nel dicembre 1987, la Coca-Cola possedeva l'80% della Columbia Pictures Entertainment fino al gennaio 1988, quando fu ridotta al 49% e Tri-Star Television fu unita ala Columbia/Embassy Television nella riorganizzata Columbia Pictures Television (CPT). La Columbia Pictures Entertainment fu venduta nel 1989 alla Sony. L'11 luglio 1990, sia Tri-Star che Cannell sciolsero la joint venture TeleVentures e la Tri-Star vendette le sue azioni alla Stephen J. Cannell Productions così che TeleVentures divenne Cannell Distribution Co. La maggior parte delle serie e dei film Tri-Star che erano distribuiti da TeleVentures sono stati rilevati dalla Columbia Pictures Television Distribution.

### Rilancio e fusione con Columbia Pictures Television
CPT avrebbe continuato sotto la Sony Pictures Entertainment (SPE), ma la TriStar Television è stata rilanciata nell'ottobre 1991 dopo che CPT ha acquisito parte della biblioteca della New World Television. Jon Feltheimer, che era presidente della New World Television, divenne il nuovo presidente della TriStar Television. Il 21 febbraio 1994, TriStar Television si è fusa con Columbia Pictures Television dando così vita alla Columbia TriStar Television (CTT).
Quando le produzioni della TriStar Television furono trasferite alla Columbia TriStar Television nel 1999, Ultime dal cielo (una produzione congiunta con CBS) mantenne comunque il copyright TriStar fino al 2000. L'ultima stagione di Malcolm & Eddie è stata successivamente prodotta da CTT e la TriStar Television è rimasta solo come nome. 
Il 25 ottobre 2001, Columbia TriStar Network Television e Columbia TriStar Television Distribution si sono fuse per diventare Columbia TriStar Domestic Television. Il 16 settembre 2002, SPE ritirò i nomi Columbia e TriStar dalla televisione, ribattezzando CTDT come Sony Pictures Television.

### Secondo rilancio
Il 28 maggio 2015, TriStar Television è stata rilanciata come etichetta di produzione boutique per Sony Pictures Television. Fino alla sua morte nel marzo 2018, lo studio rinato era gestito da Suzanne Patmore-Gibbs dopo essere esistito solo di nome per 15 anni. La prima nuova serie è stata Good Girls Revolt ed è stata trasmessa da Amazon il 5 novembre 2015. 
Attualmente le produzioni di serie TV sono in capo alla Sony Pictures Television, anche se utilizza il nome Tristar Television.

## Elenco degli show della TriStar Television
| Titolo               | Anni      | Canale             | Note |
| -------------------- | --------- | ------------------ | --- |
| Downtown             | 1986-1987 | CBS                | |
| Take Five            | 1987      | CBS                | |
| Nothing in Common    | 1987      | NBC                | Basato sul film della Tri-Star Pictures del 1986 con il solito nome |
| Le notti del lupo    | 1987-1988 | Fox                | Successivamente prodotto dalla Columbia Pictures Television da gennaio 1988 |
| I miei due papà      | 1987-1990 | NBC                | Successivamente prodotto dalla Columbia Pictures Television da gennaio 1988 |
| Buck James           | 1987-1988 | ABC                | Successivamente prodotto dalla Columbia Pictures Television da gennaio 1988 |
| Get a Life           | 1990-1992 | Fox                | Prodotto da New World Television dal 1990 al 1991 |
| Charlie Hoover       | 1991      | Fox                | |
| The Fifth Corner     | 1992      | NBC                | |
| The Boys of Twilight | 1992      | CBS                | Pilot invenduto |
| Forever Knight       | 1992-1996 | CBS                | |
| The Edge             | 1992-1993 | Fox                | |
| Innamorati pazzi     | 1992-1999 | NBC                | |
| Tribeca              | 1993      | Fox                | |
| Good Advice          | 1993-1994 | CBS                | |
| La tata              | 1993-1999 | CBS                | Conclusa sotto la CTT |
| The Mighty Jungle    | 1994      | The Family Channel | |
| TV Nation            | 1994-1995 | NBC, Fox, BBC Two  | |
| Women of the House   | 1995      | CBS, Lifetime      | |
| Simon                | 1995-1996 | The WB             | |
| Ned &amp; Stacey     | 1995-1997 | Fox                | |
| Can't Hurry Love     | 1995-1996 | CBS                | Prodotto in associazione con CBS Productions |
| Hudson Street        | 1995-1996 | ABC                | |
| Dead By Sunset       | 1995      | NBC                | mini-serie |
| Matt Waters          | 1996      | CBS                | |
| The Dana Carvey Show | 1996      | ABC                | |
| Malcolm &amp; Eddie  | 1996-1999 | UPN                | Prodotto dalla Columbia TriStar Television dal 1999 al 2000 |
| Moloney              | 1996-1997 | CBS                | |
| Love and Marriage    | 1996      | Fox                | |
| Ultime dal cielo     | 1996-1999 | CBS                | Prodotta dalla Columbia TriStar Television dal 1999 al 2000, serie co-prodotta dalla CBS, che gestiva i diritti di distribuzione nazioni, mentre SPTI gestiva i diritti internazionali. |
| Life... and Stuff    | 1997      | CBS                | |
| The Simple Life      | 1998      | CBS                | Non la serie con Paris Hilton/Nicole Richie |
| Good Girls Revolt    | 2015-2016 | Amazon Prime Video | In associazione con Amazon Studios |
| Shut Eye             | 2016-2017 | Hulu               | In associazione con Gran Via Productions |
| L'ultimo tycoon      | 2016-2017 | Amazon Prime Video | In associazione con Amazon Studios |
| On Becoming a God    | 2019      | Showtime           | In associazione con Smokehouse Pictures e Pali Eyes Pictures |